# Associació per la Cultura de Mallorca
Associació per la Cultura de Mallorca va ser l'entitat fundada a Mallorca el 1923 amb la intenció de ser una plataforma que unís les diverses tendències mallorquinistes. L'associació es definia amb la voluntat d'"estendre per tot arreu una neta i veritable cultura mallorquina" i reunia persones de diferents àmbits.

## Història
Sorgida d'una proclama signada el mateix any per mossèn Jaume Sastre, Andreu Bordoy (rendista), Joan Capó (inspector d'ensenyament), Guillem Colom (Sóller), Miquel Duran Saurina impressor i poeta (Inca), Llorenç Garcias apotecari (Artà), Pere Oliver (Felanitx) i Josep Claverol metge (Sant Jordi).
Constituïda al marge de tot partit polític, pretenia convertir-se en una plataforma unitària en la qual convergirien nacionalistes i regionalistes, tingué per objecte de difondre i d'impulsar la llengua catalana com a suport de la cultura autòctona. És a dir, la missió de què el poble assolís el coneixement dels valors propis mitjançant la promoció cultural.
Per tal d'aconseguir-ho s'organitzaren cursets de llengua, d'art i d'arqueologia; també conferències de matèria diversa (alguns d'una especialització important); actes commemoratius i d'homenatge, publicacions, etc.
La dictadura de Primo de Rivera va suposar un fre momentani les activitats a favor de la cultura de Mallorca. Només va romandra la publicació anual L'Almanac de les Lletres (anuari, calendari, miscel·lània literària i crònica de l'activitat cultural) i d'ençà el 1928 publicaren la revista mensual La Nostra Terra (íntegrament en català i amb continguts culturals i científics de molta vàlua).
Fou reprès el 1930 a Palma, Felanitx, Sóller, Inca, Capdepera i Pollença. Les principals activitats foren l'organització dels Jocs Florals de Felanitx (1923), Sóller (1924) i Palma (1935); conferències sobre temes científics, culturals i higiènics; cursets de llengua, història, art i arqueologia; exposicions de flors, homenatges i commemoracions (com l'Exposició del llibre mallorquí de la Renaixença 1833-1933, amb la col·laboració de la Societat Arqueològica Lul·liana, el 1934), etc. A més del bolletí, publicà texts elementals d'història (com els d'Inca i Felanitx, de J. Capó), l'Almanac de les Lletres i un Calendari mallorquí (1924-36).
La fi de la dictadura facilità la represa de l'activitat associativa en plenitud. Així ja dins la Repúlbica va ser un dels principals impulsors de l'Avantprojecte d'Estatut d'Autonomia. En conjunt, l'entitat representà durant tretze anys un lloable intent d'unió d'esforços i un eficaç impuls a l'educació i a la cultura del poble.
Entre el maig de 1923 i el desembre de 1925, publicà un quadern mensual, editat primer a Sóller i després a Palma, amb un total de 26 números. Estava redactat totalment en català i incloïa monografies o números extraordinaris dedicats a personatges destacats de l'Illa (Miquel Costa i Llobera, Bartomeu Ferrà Juan, Marià Aguiló i Fuster, entre altres)
L'aixecament del 19 de juliol de 1936 acabà amb l'Associació per la Cultura de Mallorca
L'Obra Cultural Balear es defineix com la continuadora històrica de l'Associació per la Cultura de Mallorca.

## Presidents
Fou presidida per:
- Elvir Sans i Rosselló (1923-24)
- Emili Darder i Cànaves (1925-31)
- Miquel Massutí Alzamora (1932-33)
- Josep Sureda i Blanes (1934-36)

## Membres
- Francesc de Sales Aguiló i Forteza
- Maria Mayol i Colom
- Arnest Mestre i Artigas
- Pere Oliver i Domenge
- Pere Antoni Reus i Bordoy
- Antoni Salvà i Ripoll
- Miquel Arrom Julià
- Antoni Quintana Garau